# St.-Helena-Kirche (St. Pankraz)

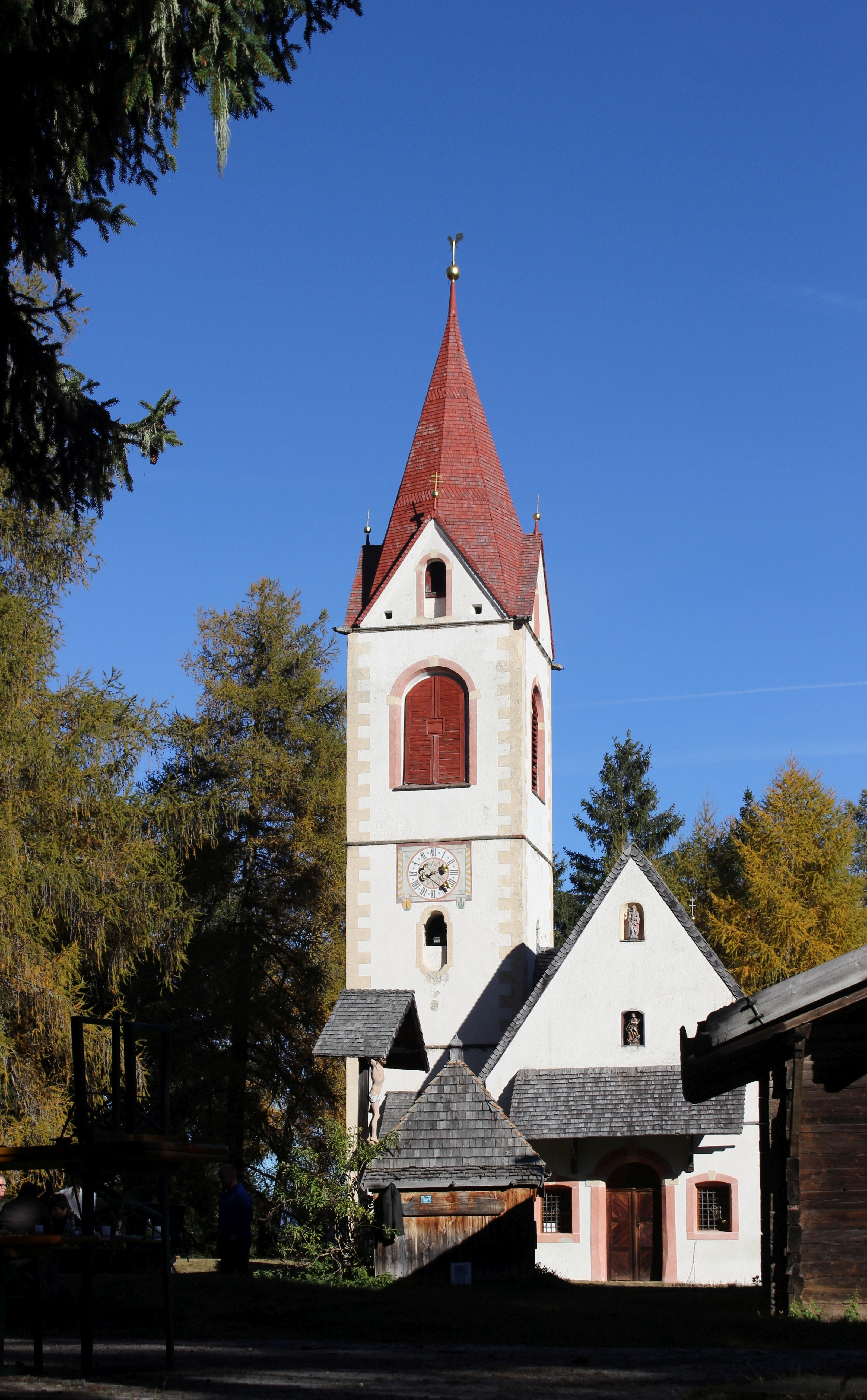
Kirche St. Helena

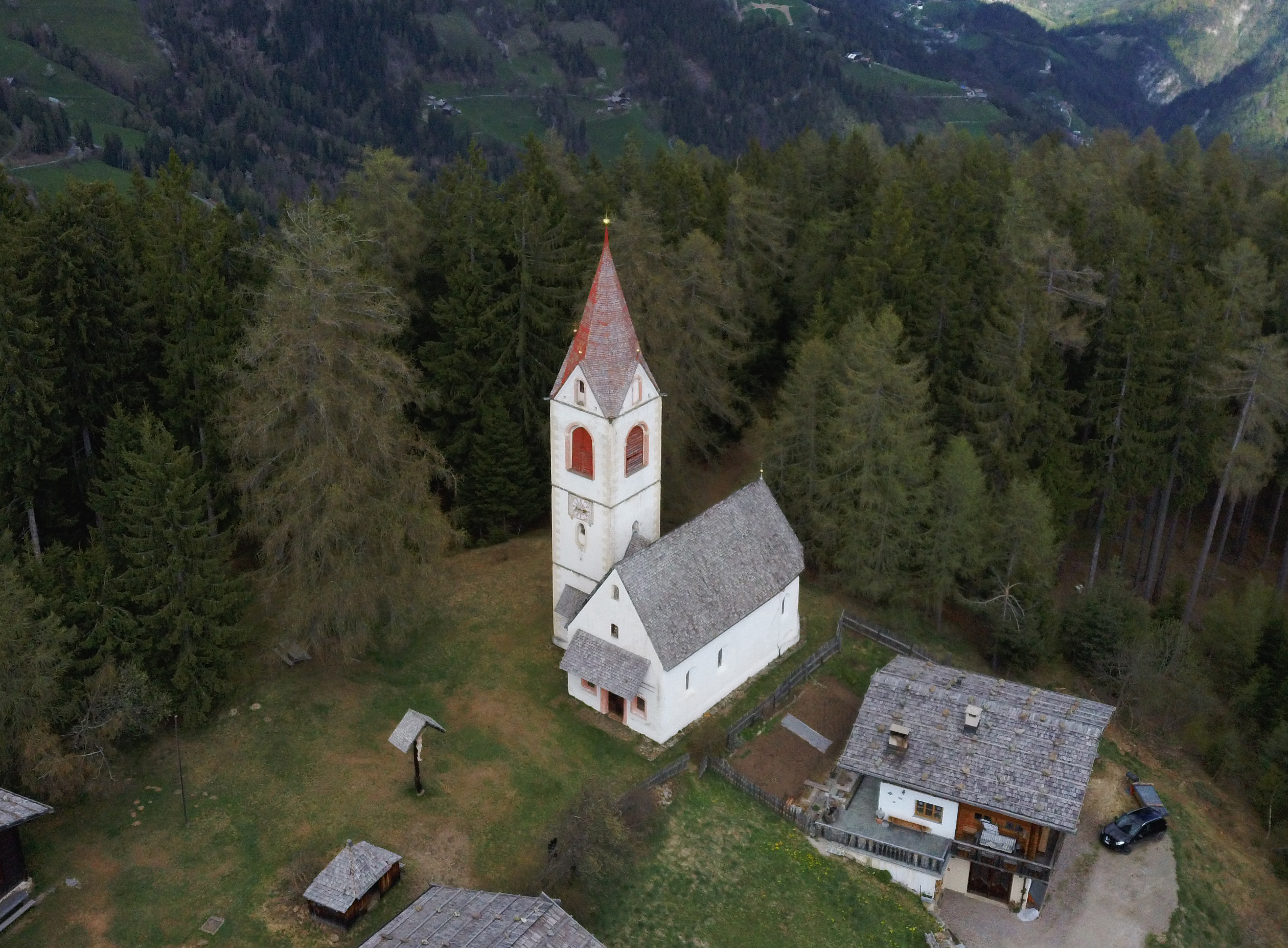
Luftbild

St. Helena ist eine auf 1550 m Höhe am Mariolberg gelegene römisch-katholische Filialkirche in der Gemeinde St. Pankraz in Südtirol. Am 25. Juni 1989 erfolgte die Unterschutzstellung von Seiten des Südtiroler Landesdenkmalamtes.

## Geschichte
Das Gotteshaus wurde vermutlich zu Beginn des 13. Jahrhunderts vom Deutschen Orden für die Seelsorge des besiedelten Mariolbergers gegründet. Das seltene Patrozinium der Heiligen Helena könnte auch auf einen älteren Kult verweisen. Die Kirche wurde 1278 erstmals urkundlich im Besitz des Klosters Weingarten erwähnt. Eine weitere Erwähnung der Kapelle erfolgte 1338. 1390 erscheint die Kirche in einem Ablassbrief. Frühzeitig fanden zu ihr, von der Mutterkirche St. Pankraz aus, Prozessionen statt. Die heutige Kirche wurde 1533 erbaut und 1677 das Langhaus erweitert. 1652 stiftete man zu Ehre Gottes und der Kirchenpatronin einen Altar. Die Inschrift lautete: In 1652 Jar hat aus Bevelch wolerwirden Herrn Lazari Christoph Melchior Pfarrherrn und Balthasari Franch Pflegern alda in Ulten der Ehrsamb Andrae Oberhofer zum Manner als Baumeister dieses Gottshaus St. Helenae zu Gotes und der Kaiserin Sanct Helena Lob und Ehr, auch des Volkchs mehrern Andacht diesen Altar machen, malen und fassen lassen. Am 4. Juli 1698 vollzog der Trienter Bischof, Graf Johann Michael von Spaur eine Neuweihe. Der heutige Kirchturm entstand in der Zeit von 1723 bis 1724. 1731 erfolgte eine Reparatur und 1744 die Gründung einer eigenen Expositur die später zur Kuratie erhoben wurde. 1744 setzte der Pfarrer Joseph Schwienbacher auf dem Altar ein aus Lerchenholz gefertigtes Gnadenbild zur der sich eine rege Wallfahrt entwickelte. 1749 erhielt die Kirche eine neue Sakristei, in der folgende Inschrift zu lesen ist: 1749 J. SH. Z. O. S. K. M. M. 1787 ließ der Benefiziat Christian Hofer neben der Kirche eine Widum errichten, dem auch eine Schule für die Kinder der umliegenden Berghöfe untergebracht war, die 1974 geschlossen wurde. Bis 1979 wohnte in dem Nebengebäude ein eigener Kurat.

## Architektur und Ausstattung

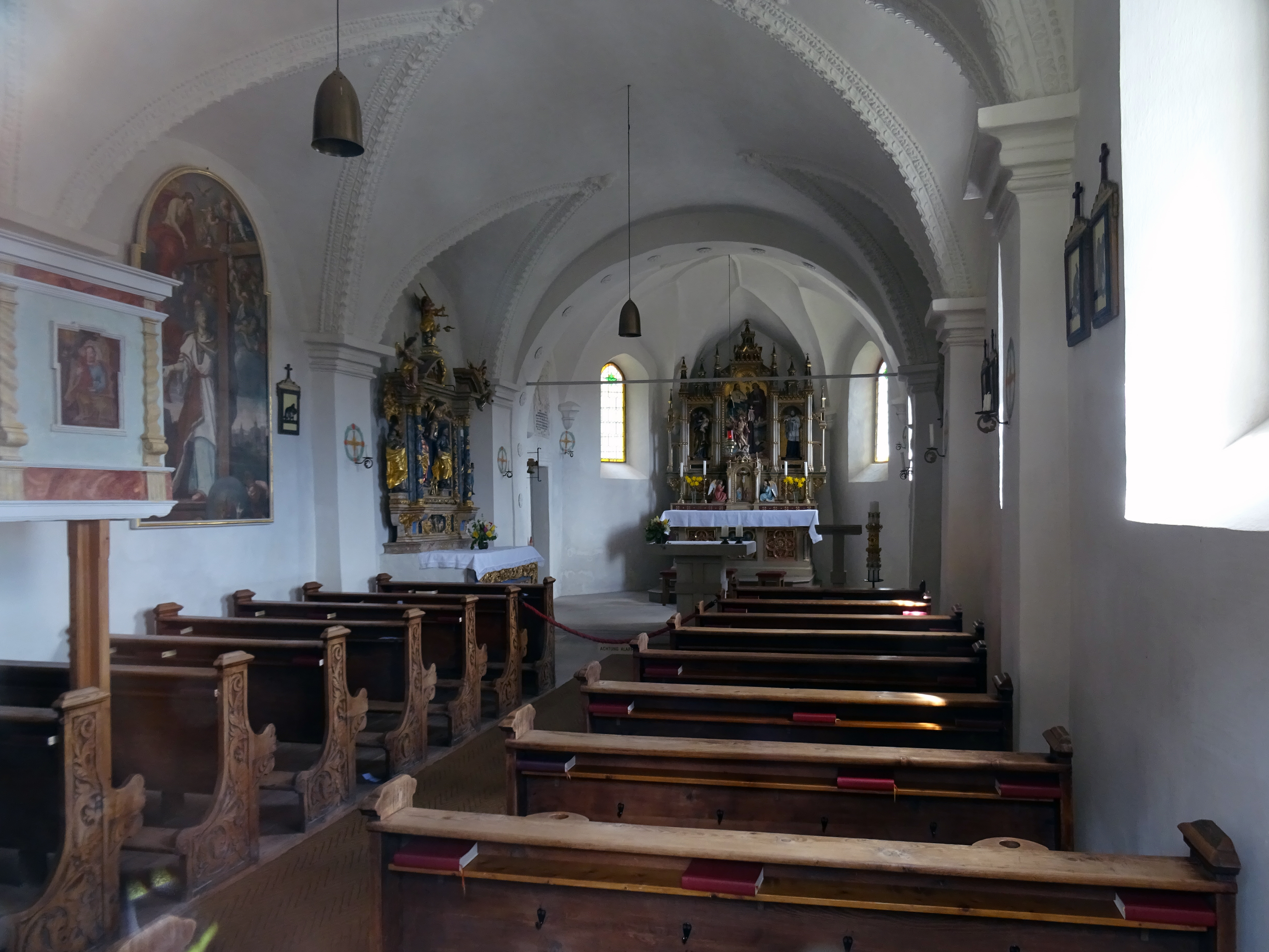
Innenraum

Die Kirche ist einschiffig mit einem polygonalen Presbyterium und seitlich, quadratischen Turm mit Spitzhelm. Der Chor umspannt ein Sterngratgewölbe sowie das mit Pilaster gegliederte Langhaus ein Tonnengewölbe mit Stichkappen und Stuckelementen. Der neuromanische Hochaltar, die Heilige Helena mit der Dreifaltigkeit darstellend, fertigte 1894 Augustin Valentin aus Brixen, Das ehemalige Hochaltarblatt hängt heute an der nördlichen Langhauswand. Der seitliche Marienaltar stammt aus dem Ende des 17. Jahrhunderts. Die Orgel wurde 1767 vom bekannten Tiroler Orgelbauer Ignaz Franz Wörle bezogen. Folgende Glocken sind überliefert:
1. Glocke, Inschrift: Thomas Zwelfer in Bozen hat mich mit Gottes Hilf gegossen 1695.
2. Glocke, Inschrift: durch Hitz des Feuers bin ich geflossen, Joseph Grassmair in Brixen hat mich mit Gottes Hilf gossen. Stephan Unterholzer Kirchenprobst 1734. Si sacra aera sonant, nubila nulla tonant.
3. Glocke, Inschrift: Joachim Reis in Bozen hat mich gegossen 1750, Maria Helena ora pro nobis.
4. Sterbeglocke, die von der Burgruine Eschenlohe stammen soll, später jedoch zersprungen ist.